# Préfecture autonome hani et yi de Honghe
La préfecture autonome hani et yi de Honghe (chinois : 红河哈尼族彝族自治州 ; pinyin : Hónghé hānízú yízú Zìzhìzhōu) est une subdivision administrative du sud-est de la province du Yunnan en Chine. Son chef-lieu est le xian de Mengzi.
Honghe veut dire « fleuve Rouge ».

## Subdivisions administratives
La préfecture autonome hani et yi de Honghe exerce sa juridiction sur treize subdivisions - deux villes-districts, huit xian et trois xian autonomes :
- La ville de Gejiu - 个旧市 Gèjiù Shì ;
- La ville de Kaiyuan - 开远市 Kāiyuǎn Shì ;
- La ville de Mengzi - 蒙自市 Méngzì Shì;
- Le xian de Lüchun - 绿春县 Lǜchūn Xiàn ;
- Le xian de Jianshui - 建水县 Jiànshuǐ Xiàn ;
- Le xian de Shiping - 石屏县 Shípíng Xiàn ;
- Le xian de Mile - 弥勒县 Mílè Xiàn ;
- Le xian de Luxi - 泸西县 Lúxī Xiàn ;
- Le xian de Yuanyang - 元阳县 Yuányáng Xiàn ;
- Le xian de Honghe - 红河县 Hónghé Xiàn ;
- Le xian autonome miao, yao et dai de Jinping - 金平苗族瑶族傣族自治县 Jīnpíng miáozú yáozú dǎizú Zìzhìxiàn ;
- Le xian autonome yao de Hekou - 河口瑶族自治县 Hékǒu yáozú Zìzhìxiàn ;
- Le xian autonome miao de Pingbian - 屏边苗族自治县 Píngbiān miáozú Zìzhìxiàn.